# Idroscalo internazionale di Como
L'idroscalo internazionale di Como è un impianto per l'ammaraggio e il decollo di idrovolanti situato sul lago di Como, nella città di Como. La struttura è gestita dall'Aero Club Como, fondato nel 1930 e intitolato a Giuseppe Ghislanzoni. È l'unico idroscalo certificato attualmente operativo in Italia.

## L'idroscalo

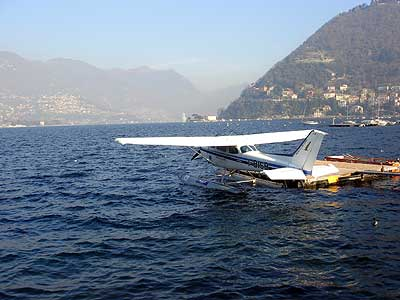
Idroscalo di Como.

L'idroscalo, istituito in un luogo che ospita attività aerea a bordo di idrovolanti sin dal 1913, è gestito dall'Aero Club Como, la più antica organizzazione di volo idro e scuola per piloti di idrovolante del mondo. Quest'ultima infatti esiste in modo continuativo sin dal 1930, un record assoluto certificato Guinness World Records. La struttura dell'idroscalo, eseguita nel 1931 su progetto di Carlo Ponci e Giuseppe Terragni, è composta principalmente da un hangar, il quale ospita l'officina di manutenzione del club ed è adibito al ricovero dei velivoli, una segreteria con annessa una piccola lounge, aule per le lezioni di teoria e vari uffici. Il piazzale antistante l'hangar costituisce l'area di manovra dell'idroscalo, all'interno della quale vengono spostati e parcheggiati gli aeromobili (su una pedana mobile spinta da un mini trattore nel caso si tratti di idrovolanti a galleggianti, non idonei al movimento su terra in quanto sprovvisti del carrello di atterraggio). Al fine di facilitare le operazioni di manovra degli aeroplani anfibi esiste una rampa che permette agli stessi di rullare sul piazzale ed immettersi nel lago. Le operazioni di attracco degli idrovolanti si svolgono grazie ad appositi pontili: ne sono presenti 3, di cui 2 possono accogliere un solo aeroplano mentre un terzo ne può accogliere fino a due. La pista, con orientamento (QFU) 01/19, lunghezza di 900 m e larghezza di 160 m, è individuabile tramite 14 boe gialle di cui 4, poste nelle due testate pista, luminose. È presente inoltre un'area di rispetto rettangolare che circonda la pista. In quest'area sono ammessi natanti da diporto a condizione che prestino particolare attenzione agli idrovolanti in flottaggio. L'attraversamento della pista da parte dei detti natanti non è consentito.

## Scuola di volo
Nell'idroscalo ha sede l'Aero Club Como a.s.d., l'unica scuola di volo certificata in Europa a svolgere interamente le lezioni pratiche a bordo di idrovolanti e aerei anfibi, sia in configurazione a galleggianti (soprannominati scarponi dai piloti idro) che a scafo centrale, come il Republic RC-3 SeaBee o, in precedenza, il Lake LA-4-200 Buccaneer. 

## Aero Club "Giuseppe Ghislanzoni" di Como
L'Aero Club Como fu fondato nel 1930, e fu avviata la costruzione dell'hangar e delle infrastrutture, la scuola di volo civile, affiancata in alcuni anni da una militare, sfornò centinaia di piloti idro e dovette interrompere l'attività solo nel 1943 a causa della caotica situazione politico-militare, alla fine del conflitto militare riprese a pieno la sua funzione di scuola civile. L'Aero Club è intitolato a Giuseppe Ghislanzoni, pioniere dell'aviazione e medaglia d'argento al valor militare

### Presidenti
| nome            | inizio mandato | fine mandato |
| --------------- | -------------- | ------------ |
| Cesare Baj      |                |              |
| Giorgio Porta   | 01/2013        | 09/2020      |
| Enrico Guggiari | 09/2020        | in carica    |

### Flotta
Flotta attuale:
| Origine     | Velivolo                  | N° di esemplari | Marche di immatricolazione     | Note                                                                    |
| ----------- | ------------------------- | --------------- | ------------------------------ | ----------------------------------------------------------------------- |
| Stati Uniti | Cessna 172M Skyhawk       | 1               | I-GNHR                         | Anfibio a galleggianti                                                  |
| Stati Uniti | Cessna 172N Skyhawk       | 4               | I-PVLC, I-SAAB, I-GDRX, I-GABU | Idrovolante                                                             |
| Stati Uniti | Cessna 172P Skyhawk       | 1               | I-BISB                         | Idrovolante                                                             |
| Stati Uniti | Cessna 206 Stationair     | 1               | SE-MLE                         | Idrovolante e, con i galleggianti Wipline 3730, anfibio                 |
| Stati Uniti | Cessna 305C Bird Dog      | 1               | I-EIAQ                         | Idrovolante biposto - non operativo                                     |
| Stati Uniti | Cessna 305C Bird Dog      | 1               | I-EIAX                         | Idrovolante biposto                                                     |
| Stati Uniti | Piper PA-18 Super Cub     | 1               | I-GEGE                         | Anfibio biposto in tandem con galleggianti Wipline 2100                 |
| Stati Uniti | Republic RC-3 Seabee      | 1               | N87504                         | Anfibio a scafo centrale                                                |
| Italia      | Macchi MB.308 Macchino    | 1               | I-CARE                         | Velivolo storico in corso di restauro                                   |
| Italia      | Caproni Ca.100 Caproncino | 1               | I-ABOU                         | Velivolo non di proprietà del Club ma di un pilota che lo ha restaurato |
|             | Totale                    | 12              |                                |                                                                         |

Velivoli utilizzati in passato:
| Origine             | Velivolo                   | Note                       |
| ------------------- | -------------------------- | -------------------------- |
| Stati Uniti         | Lake LA-4-200 Buccaneer    | Anfibio a scafo centrale   |
| Stati Uniti         | Lake LA-250 Renegade       | Anfibio a scafo centrale   |
| Stati Uniti Francia | Cessna-Reims R172K Hawk XP | Anfibio a galleggianti     |
| Stati Uniti         | Cessna 150                 | Idrovolante a galleggianti |
| Stati Uniti         | Cessna 180 Skywagon        | Idrovolante a galleggianti |
| Stati Uniti         | Cessna 185 Skywagon        | Idrovolante a galleggianti |
| Stati Uniti         | Maule M-7                  | Idrovolante a galleggianti |

### Eventi
L'Aero Club Como organizza annualmente il "Giro Aereo dei Sei Laghi" (GA6L), l'unico rally aereo in Italia caratterizzato dalla sola partecipazione di idrovolanti e anfibi. Si tratta di una gara di regolarità aerea durante la quale gli equipaggi, formati da un pilota ed un navigatore per velivolo, sorvolano determinati punti lungo una rotta pianificata servendosi di fotografie aeree degli stessi e di una cartina stradale, oltre alla consueta carta aeronautica VFR, indispensabile per la navigazione. Vengono assegnati punti di penalità ogni qualvolta non sia soddisfatta la stretta attinenza alla rotta pianificata oppure si verifichi un ritardo/anticipo nell'orario prestabilito di messa in moto, flottaggio (il rullaggio su superfici d'acqua), decollo e sorvolo degli spot (i punti chiave sopraccitati).
Vi è un trofeo in marmo creato dall'artista Abele Vadacca in palio che vincerà la coppia pilota-navigatore che per tre anni non consecutivi si porterà a casa il titolo.
| Nome Pilota                                  | Nome Navigatore                              | Anno |
| -------------------------------------------- | -------------------------------------------- | ---- |
| Roland Garros                                |                                              | 1913 |
| Giancarlo Villa                              | Roberto Ruberto                              | 2015 |
| Marco Canziani                               | Gabriele Ferruzzi                            | 2016 |
| Mario Pittorelli                             | Antonio Carati                               | 2017 |
| Luca Ronchetti                               | Gabriele Ferruzzi                            | 2018 |
| Mario Pittorelli                             | Antonio Carati                               | 2019 |
| non effettuata causa della pandemia COVID-19 | non effettuata causa della pandemia COVID-19 | 2020 |
| Marco Di Pilato                              | Fabio Parma                                  | 2021 |
| Marco Di Pilato                              | Fabio Parma                                  | 2022 |
| Marco Di Pilato                              | Fabio Parma                                  | 2023 |

Dal 2017, insieme con la gara di campionato, è stata disputata per la prima volta anche una competizione dedicata ad equipaggi, a bordo di aeroplani d’epoca, che ha preso il nome di “Air BP Vintage Cup”, poi replicata in tutte le edizioni successive.
| Nome pilota     | Nome Navigatore   | Anno |
| --------------- | ----------------- | ---- |
| Roberto Ruberto | Giancarlo Villa   | 2017 |
| Roberto Ruberto | Giancarlo Villa   | 2018 |
| Roberto Ruberto | Giancarlo Villa   | 2019 |
| Roberto Ruberto | Marco Dalla Santa | 2021 |
| Giorgio Porta   | Alberto Valloggia | 2022 |
| Isidor Von Arx  | Andrea Gambusera  | 2023 |